# コスパ (企業)
株式会社コスパ（英: COSPA Inc.）は、東京都渋谷区に本社を置く、アニメやマンガ、ゲームなどの版権元から正式に許諾を受けた公式のコスプレ用衣装やアパレル、雑貨商品の制作・販売、キャラクターマーチャンダイズ事業を行う会社。

## 概要
ブロッコリー主催のコスプレダンスパーティー「コスパ」の企画・プロデュースを行っていた松永芳幸（現・代表取締役社長）らによって、1995年5月に株式会社コスチュームパラダイスとして創業。その後事業をコスプレ衣装だけでなく各種キャラクターコンテンツビジネス事業を展開するにあたり、1998年2月に商号を略称である「株式会社コスパ」に変更した。なおこの時点で、コスパの語源を「コンテンツ・コミュニケーション・パートナー（COntents COmmunication Service PArtner）の略」と定義付けた。
製作・販売にあたって出版社等の版権所持者から正式なライセンス許諾を受けている。既製品の衣装を扱う他、注文者の体形や要望にあった形でオーダーメイドでの衣装製作も受け付けている。
直営店舗の「ジーストア」を渋谷、秋葉原、名古屋、大阪、福岡、千葉、仙台の各都市で展開している。
近年ではコスプレ衣装にとどまらず、ライセンス許諾を受けたキャラクターグッズやキャラクターをモチーフにしたアパレル商品の開発・販売を行っている他、関連企業の事業としてコスプレイベントを始めとする各種イベント等の主催や、キャラクターグッズのオンラインショッピングサイト、世界初のメイド喫茶「CURE MAID CAFE'」（2001年3月）、インターネットラジオ「音泉」、コミュニティサイト「BEWE」などの運営をおこなった。

## ブランド展開
2005年4月にブランド編成を見直し6系統に分けた。
現在(2021年)は「COSPA(コスパ)」「二次元COSPA(ニジゲンコスパ)」「COSPATIO(コスパティオ)」「TRAnTRip(トラントリップ)」の4ブランド展開が続いている。
COSPA（コスパ）
キャラクターグッズ・アパレル
コンセプトは「好きだからこそ作れる"キャラクターグッズ＆アパレル"」
二次元COSPA（ニジゲンコスパ）
萌え系商品などのコアユーザー向けキャラクターグッズ・アパレル
コンセプトは「キャラ萌え特化型"キャラクターグッズ＆アパレル"」
COSPATIO（コスパティオ）
コスチューム、コスプレサポート(露出対策、自作用パーツ等)
コンセプトは「熟練の知識、経験、技術で"本物を目指す公式コスチューム"」
TRAnTRIp（トラントリップ）
パーティー向けなどの仮装コスチュームセット。
コンセプトは「なりきり衣装で手軽に変身！安価で良質な公式コスチューム」
COSPA LOViT（コスパラヴィット）
ヴィジュアルバンド系アーティストグッズ・雑貨・トイ商品
RESINYA!（レジーニャ!）
フィギュア・ガレージキット・ドール・ドール用ミニコスチューム。
以前はドールブランド「A-ZONE」とのコラボレーションによる、ドール用ミニコスチュームブランド「C-ZONE」として展開していた。

## コスパ・タブリエ・グループ
コスパなど6社からなる企業グループ。役員も一部重複している。
コスパグループ株式会社
タブリエ・マーケティング株式会社
リテール事業部門。キャラクター関連グッズ専門の直営小売店・オンラインショッピングモール及びメイドカフェの運営。
タブリエ・コミュニケーションズ株式会社
コンテンツ制作・プロモーション事業部門。各種イベントの企画・主催・運営、インターネットラジオ番組の企画・制作・放送、広告制作・プロモーション業務、コンテンツ版権マネジメント業務、ネットワークソリューションの企画立案・制作、等。
株式会社アクシア
キャラクターグッズ企画部門。トレーディングカード、各種キャラクターグッズの企画・製造・販売。
2021年に株式会社コスパのイラスト事業部として統合。
株式会社TRYALL
2012年にコスパ・タブリエグループ内にキャラクターフィッシングブランド『TRY-ANGLE』としてスタートし、近年本格的な釣具、釣り周辺グッズ、アウトドアグッズの企画・開発・販売を開始。2017年に事業部から株式会社となった。
2020年グループ企業から独立。